# Karlo I., kralj Engleske
Karlo I. (Palača Dunfermline, Škotska, 19. studenog 1600. – 30. siječnja 1649.), kralj Engleske, kralj Irske i kralj Škotske.
Bio je vladar poznat po svojim kontinuiranim sukobima s parlamentom i kao zagovornik vladarskog apsolutizma. Zbog svojih stavova i postupaka stekao je vrlo široku opoziciju. Njegova vladavina također je obilježena vjerskim sukobima te optužbama da je sklon Katoličkoj crkvi što je sve u konačnici dovelo do građanskog rata u kojem je svrgnut te smaknut.

## Mladost i razdoblje do vladavine
Bio je drugi sin engleskog kralja Jakova I. i Ane od Danske i Norveške. Karlo se rodio u Palači Dunfermline 19. studenog 1600. godine. Bio je prilično nerazvijeno dijete pa se navodi da nije mogao hodati niti govoriti do dobi od tri godine. Kada je umrla engleska kraljica Elizabeta I. u ožujku 1603. godine a njegov otac škotski kralj Jakov VI. postao kralj Engleske kao Jakov I., Karla su zadržali u Škotskoj na medicinskoj skrbi jer su smatrali da bi put od Škotske do Engleske mogao biti koban za njegovo zdravlje. U Englesku je došao tek 1604. godine. Kada je odrastao Karlo je bio visok svega 162 centimetra.
Njegov stariji brat Henry bio je službeno proglašen nasljednikom krune i dobio titulu princa od Walesa, dok je Karlo 1605. dobio titulu vojvode od Yorka. Dvije godine prije, 1603. godine u Škotskoj je dobio titulu vojvode od Albanyja. 1612. Karlov stariji brat Henry umro je od tifusa, a Karlo je postao službeni nasljednik krune, pa je 1616. dobio titulu princa od Walesa.
Karlo je bio pod velikim utjecajem Georgea Villiersa, vojvode od Buckinghama, omiljenog dvorjanina i savjetnika njegovog oca Jakova VI. Njih dvojica su godine 1623. krenuli u Španjolsku da bi dogovorili eventualni brak Karla i španjolske princeze, kćerke španjolskog kralja Filipa III. Kako su na španjolskom dvoru zahtijevali da se Karlo preobrati na katoličku vjeru njihov pokušaj je neslavno propao. Obojica su nakon povratka u Englesku od Jakova I. zahtijevali otpočinjanje rata sa Španjolskom no Jakov na to nije želio pristati.
Vraćajući se iz Španjolske Karlo je u Parizu upoznao sestru francuskog kralja Luja XIII. Henriettu Mariju te je smatrao da mu je ona dobra prilika za ženidbu. Nakon povratka zatražio je od parlamenta da mu odobri brak s Henrijetom što je ovaj i učinio.

## Vladavina
Karlo je preuzeo ovlasti engleskog kralja 27. ožujka 1625., a 13. lipnja iste godine vjenčao se s Henrijetom. Prvi parlament izabran nakon njegove inauguracije u svibnju te godine bio je protivan njegovom braku s Henrijetom jer je smatrao da će katolkinja na mjestu kraljice utjecati na Karla te ukinuti ograničenja vjerskih sloboda za katolike te potkopati protestantizam kao službenu vjeru. Par se vjenčao 13. lipnja 1625. u Canterburyju, a Karlo je okrunjen 2. veljače 1626. u Westminsterskoj opatiji. S Henrijetom je Karlo dobio devetero djece od kojih je preživjelo tri sina i tri kćeri.
Protestantske sumnje u Karla povećale su se nakon što se okružio osobama sklonim Katoličkoj crkvi, a naročito klerikom Richardom Montaguom koji je u jednom svom pamfletu napao Calvinovo učenje. Tim pamfletom Montagu je postao ozloglašen među tada vrlo utjecajnim puritancima u parlamentu. Karlo je Montagua uzeo u zaštitu što je dodatno pojačalo sumnje i neprijateljstvo prema njemu.

### Sukobi s parlamentom
Jedna od Karlovih preokupacija tijekom vladavine bila je vanjska politika. Htijući pomoći mužu svoje sestre Fridriku koji je izgubio češku krunu zaratio je sa španjolskim kraljem Filipom IV. što mu je bila želja još od njegova neslavnog boravka u Madridu kada je pokušao isprositi ruku španjolske princeze.
No, i u slučaju rata sa Španjolskom Karlo i parlament nisu imali zajednički jezik. Naime, parlament je preferirao jeftin pomorski napad na španjolske kolonije u Novom Svijetu u nadi da bi se pljačkom španjolskog blaga moglo financirati rat sa Španjolskom. Karlo je, međutim, preferirao agresivniji (i skuplji) rat na kontinentu, pa mu je parlament izglasovao nedostatna novčana sredstva za takav rat a i onemogućio ga u autonomnom prikupljanju sredstava za svoje potrebe što su vladari prije njega mogli činiti. Karlo se oglušio na tu odluku parlamenta te postupio mimo te odluke.
Tijekom siječnja mjeseca 1629. godine otvoreno je drugo zasijedanje parlamenta tijekom Karlove vladavine. U svjetlu nedavnog ubojstva vojvode od Buckinghama Karlo je taj parlament nazvao buntovnim. Jedna od glavnih tema tog zasijedanja bio je slučaj jednog građanina kojem je sva imovina bila konfiscirana jer je odbio platiti kralju prilikom njegova autonomnog prikupljanja sredstava za rat protiv Španjolske. Parlament je izglasovao rezoluciju kojom je svakog onoga tko plaća kralju porez i davanje koje nije odobrio parlament proglašava "izdajicom i neprijateljem". Karlo je time bio onemogućen u provođenju svoje ratne politike pa je razriješio parlament.  

### Vladavina bez parlamenta
Karlo je odlučio postati financijski neovisan od parlamenta, sklopio je mir s Francuskom i Španjolskom, te je narednih jedanaest godina vladao apsolutistički bez parlamenta. Te godine poznate su kao "jedanaest godina tiranije".
Vladajući bez parlamenta Karlo je nastavio svoju politiku nemilosrdnog uvođenja novih nameta kako bi popunio svoju kraljevski blagajnu. Pri tome je u upotrebu vratio davno zaboravljene feudalne propise njegovih prethodnika koji su bili opterećujući za narod, a i djelovali kao anakronizam. Tako je novčano kaznio sve koji nisu prisustvovali njegovom vjenčanju 1626. godine, a novce je prikupljao i na druge nepopuarne načine što je izazvalo revolt i otpor. Mnogi su se pokušali oduprijeti plaćanju, a kažnjavanje je ovisilo o Karlovoj "dobroj volji", jer je porez, prema njegovom tumačenju, bio kraljevska privilegija i pravo.

### Vjerski sukobi
Na vjerskom planu Karlo je imao namjeru Anglikansku crkvu udaljiti od učenja Jeana Calvina i preusmjeriti ju u nešto tradicionalnijem smjeru. Naročiti utjecaj na Karla po tom pitanju imao je njegov politički savjetnik, nadbiskup canterburyjski William Laud. U tome smislu je godine 1633. Karlo započeo nepopularne vjerske reforme koje su Anglikansku crkvu trebale izmijeniti u ceremonijalnom dijelu liturgije. Nadbiskup Laud je vjersku ujednačenost pokušao osigurati otpuštanjem svećenstva koje nije pristajalo uz reforme i gašenjem i zabranjivanjem puritanskih vjerskih organizacija.  To su bili otvoreno neprijateljski potezi prema svim novim vjerskim tendencijama koje su nastajale u krilu kalvinističkog vjerskog pokreta u Engleskoj i Škotskoj u tom vremenu. 
Dodatno ulje na vatru dolijevalo je uvođenje posebnih sudova koji su trebali kažnjavati protivnike vjerskih reformi, a kazne kojih su sezale do fizičkog mučenja, jedino isključujući smrtnu kaznu. Bezakonje i voluntarizam tih sudova ponekad su premašivali sva bezakonja i samovolje njegovih prethodnika. Optužene su redovito privodili na sud bez optužnice, osuđivani su bez suočavanja sa svjedocima, a priznanja su dobivana mučenjem.
Prve godine Karlove jedanaestogodišnje apsolutističke vladavine odlikovale su se relativnim mirom u kojem su tek pojedinačni otpori pokazivali nezadovoljstvo naroda i vjerskih krugova. Međutim, kada je Karlo svoju vjersku politiku pokušao provesti u Škotskoj suočio se s brojnim teškoćama. Uvođenje novog molitvenika u vjerski obred Škotske crkve shvaćeno je kao nametanje anglikanskog modela u Škotsku što je izazvalo otpor nižeg svećenstva koji je 1638. kulminirao smjenom Karlu lojalnog biskupa i uvođenjem prezbiterijanske vlade u Škotskoj crkvi pomoću koje je Karlu nelojalno niže svećenstvo upravljalo crkvom. To je Karlo shvatio kao pobunu i ustanak protiv kraljevske vlasti.

### Sukob sa Škotskom i ponovno sazivanje parlamenta
1639. je u Škotskoj izbio prvi otvoreni sukob oko prikupljanja kraljevskih poreza i vjerske politike koji je završio ponižavajućim sporazumom po Karla koji je morao pristati na škotske zahtjeve za građanskim i vjerskim slobodama.
Taj poraz je izazvao krizu Karlove vlasti pa je ovaj bio prisiljen 1640. godine ponovno sazvati parlament, a sve u nadi prevladavanja financijske krize u koju je zapao zbog neuspjeha u suzbijanju škotske pobune. Bilo je to prvo sazivanje parlamenta nakon jedanaest godina samovoljne vladavine znane kao "jedanaest godina tiranije", a sve zahvaljujući njegovoj nemilosrdnoj poreznoj politici i vjerskim reformama pod utjecajem canterburyjskog nadbiskupa Williama Lauda.
Na zasjedanju parlament i Karlo su zauzeli različite stavove o ugovoru između Karla i Škota. Usprkos tome što je Karlo pristao obustaviti svoju kontroverznu poreznu politiku, a parlament pristao povećati novčana izdvajanja za nastavljanje Karlove ratne politike, prijepor je nastao kad je parlament potegao pitanje kraljevskih zlouporaba vlasti tijekom jedanaest godina svoje apsolutističke vlasti. Kako Karlo opet nije našao zajednički jezik s parlamentom u svibnju 1640. ga je razriješio i nastavio sa svojom samovladom.   U međuvremenu Karlo je pokušao poraziti Škote, ali taj je pokušaj neslavno propao. Ponižavajući ugovorom potpisanim u listopadu 1640. Karlo je morao pristati platiti troškove škotske vojske koje je ona imala braneći se od Karlovih napada. 
Svi ovi događaji uzrokovali su u studenom 1640. ponovno sazivanje parlamenta. Da bi došao do prijeko potrebih novčanih prihoda Karlo je u veljači 1641. pristao na mnoge parlamentarne zahtjeve kao što su obvezivanje kralja da barem jednom u tri godine mora sazvati parlament, a ako ga ne sazove parlament bi se mogao sam sazvati. U svibnju iste godine pristao je na novi zahtjev parlamenta prema kojem parlament ne može biti razriješen bez vlastitog pristanka. Nadalje, Karlo je dao formalni pristanak na pogubljenje njegovih najbližih suradnika Thomasa Wentwortha i Williama Lauda, ukidanje svih svojih samovoljnih poreznih propisa i omraženih kraljevskih sudova.
Tijekom mjeseca studenog 1641. parlament je Karla optužio za zlouporabe tijekom njegove samovoljne jedanaestogodišnje vladavine što je izazvalo nove napetosti, a situacija se pogoršala iste godine i protuprotestantskim ustankom u Irskoj. Karlo je okupio vojsku radi suzbijanja ustanka ali parlament je, bojeći se da Karlo vojsku ne iskoristi radi pacifikacije svojih protivnika u Engleskoj, donio odluku kojom je Karla razvlastio od zapovijedanja vojskom. Karlo na to nije želio pristati.

### Početak ratnih sukoba
Kada su do Karla stigle glasine da parlament namjerava kraljicu Henrijetu optužiti za zlouporabe vlasti, Karlo je poduzeo drastične korake. Zapovijedio je uhićenje petero članova parlamenta koji je optužio za veleizdaju, a 4. siječnja 1642. naoružane postrojbe pod kraljevim zapovjedništvom upale su u parlament iz kojeg su Karlovi protivnici već bili pobjegli. Ovaj kraljev potez građani Londona smatrali su nečuvenim pa su čvrsto stali na stranu parlamenta što je u daljnjem tijeku događanja bilo vrlo bitna činjenica. Karlo se više nije osjećao sigurnim u Londonu pa ga je s obitelji ubrzo napustio.
Otvoreni sukob još u tom trenutku nije počeo, ali su se obje strane počele ubrzano naoružavati. Karlo je svoje sjedište dvora uspostavio u Oxfordu odakle je nadzirao sjever i zapad zemlje, a parlament je imao sjedište u Londonu odakle je kontrolirao jug i istok zemlje. Građanski rat počeo je 25. listopada 1642. Bitkom kod Edgehilla i nastavljen je s promjenjivom srećom tijekom 1643. i 1644. kada je u bici kod Nasebyja vojna ravnoteža preokrenuta u korist parlamenta i njegovih pristaša. 

### Zarobljavanje
Nakon bitke kod Nasebyja došlo je do opsade Karlovog sjedišta Oxforda zbog čega je Karlo 27. travnja 1646. morao pobjeći. Istog mjeseca škotska pobunjenička vojska je u Newarku zarobila Karla. Škoti su sa snagama parlamenta postigli sporazum temeljem kojeg su Karla 1647. izručili njegovim protivnicima. 
Karla su tijekom zarobljeništva prebacivali na nekoliko mjesta a cijelo vrijeme njegova zatočeništva trajali su pregovori o njegovu statusu. Karlov plan bio je prebaciti se u inozemstvo ili pod nadzor nekoga tko mu je naklonjen. Karlo se pokušavao sporazumjeti s različitim stranama ali je sa škotskim prezbiterijanskim pobunjenicima postigao sporazum pristajući na njihove zahtjeve. Škoti su, stoga, stali na stranu rojalističkih snaga.

### Nastavak građanskog rata
Rojalisti su se digli na ustanak u mjesecu srpnju 1648. čime je počeo drugi dio građanskog rata, a Škoti su, u dogovoru s Karlom, napali Englesku. U područjima gdje škotske snage nisu prodrle ustanak su snage odane parlamentu vrlo brzo bile ugušile. No porazom škotskih snaga u bici kod Prestona 1648. rojalisti su izgubili rat.

## Suđenje i smrt
Zarobljenog Karla su krajem 1648. premjestili u dvorac Windsor. Kao odgovor na Karlovo organiziranje ustanka iz zatočeništva parlament je svojom odlukom formirao sud koji bi mu sudio. Još dok je u prvom navratu bio zarobljen parlament je bio spreman ponuditi mu časnu odstupnicu no nakon posljednjih događanja smatrali su ga odgovornim za neopravdano krvoproliće i odlučili su mu suditi.
Suđenje Karlu pod optužbom za veleizdaju počelo je 2. siječnja 1649., ali on se nije želio upuštati u spor jer je smatrao da niti jedan sud nema jurisdikciju nad njim jer je on krunjenjem i pomazanjem dobio vlast od Boga. 29. siječnja 1649. donesena je presuda kojom je Karlo zbog veleizdaje osuđen na smrtnu kaznu. Stratište na kojem će biti izvršena presuda izgrađeno je u Palači Whitehall.
Karlo je pogubljen 30. siječnja 1649. tako što mu je javno odrubljena glava. Tada je jedan od čelnika parlamentarnih snaga Oliver Cromwell zapovjedio da se Karlova glava prišije na tijelo kako bi ga obitelj mogla pokopati. Karlo je pokopan noću 7. veljače 1649.
Nakon obaranja monarhije državom je vladalo Državno vijeće kojeg je član bio Oliver Cromwell koji je kasnije stekao titulu Lorda generala parlamentarne vojske. Parlament kojeg je Karlo bio sazvao 1640. i koji je protiv njega digao pobunu raspušten je 1653. godine odlukom Olivera Cromwella koji je od tada postao Lord protektor Engleske, Škotske i Irske. Nakon njegove smrti 1658. godine naslijedio ga je nesposobni sin Richard Cromwell što je utrlo put ponovnom okupljanju parlamenta 1659. te restauraciji monarhije u Engleskoj.

## Zanimljivost
Tadašnja britanska kolonija u Sjevernoj Americi Karolina, a na čijem području su današnje američke države Sjeverna i Južna Karolina su nazvane prema Karlu I. Sjevernije, u današnjoj američkoj državi Virginiji prema Karlu su nazvani Cape Charles te dva povijesna okruga iz kojih svoje ime vuče današnji okrug u toj državi Charles City County. Po Karlu je također nazvana rijeka Charles u državi Massachusetsu. 
| Prethodnik:              | Kralj Engleske | Nasljednik:               |
| Jakov I., kralj Engleske | Kralj Engleske | Karlo II., kralj Engleske |